# Reimerswaal (gemeente)
| Gemeentegrenzen Wijkgrenzen Buurtgrenzen Autosnelweg Secundaire weg Spoorweg |  |  | ██ Geselecteerde gemeente ██ Bebouwd gebied ██ Bos of park ██ Binnenwater, rivier of kanaal |

Reimerswaal en omgeving (2009)

Reimerswaal (uitspraakⓘ) is een gemeente in de Nederlandse provincie Zeeland. Reimerswaal maakt deel uit van Zuid-Beveland. De gemeente telde per 1 januari 2024 23.325 inwoners (bron: CBS) en heeft een oppervlakte van 243,08 km² (waarvan 133,89 km² water). De kern Yerseke is bekend vanwege de mossel- en oesterhandel; Kruiningen was bekend vanwege de veerdienst Kruiningen-Perkpolder. Deze veerpont is inmiddels vervangen door de Westerscheldetunnel. Op het oude terrein van de voormalige veerpont verrijst een compleet nieuwe woonwijk, Kruseveer.
De gemeente Reimerswaal ontstond in 1970 uit de samenvoeging van de gemeentes Krabbendijke, Kruiningen, Rilland-Bath, Waarde en Yerseke en is genoemd naar de middeleeuwse stad Reimerswaal die ten noorden van de huidige gemeente lag, in het Verdronken Land van Zuid-Beveland, ook wel Verdronken land van Reimerswaal genoemd. De restanten van deze stad liggen sinds 1978 onder de Bergse Diepsluis in de Oesterdam in de gemeente Tholen. Hansweert, dat lag in de gemeente Kruiningen, werd ten tijde van de herindelingsplannen ook begeerd door Kapelle. Door dagblad De Stem werd in 1967 een informeel referendum georganiseerd in het dorp, waarbij de overgrote meerderheid koos voor aansluiten bij Reimerswaal.
Het gemeentehuis van Reimerswaal staat in Kruiningen, de Kreekraksluizen zijn gelegen in de gemeente Reimerswaal.

## Kernen
| Woonplaats (BAG) | Inwoners 2023 |
| ---------------- | ------------- |
| Hansweert        | 1.725         |
| Krabbendijke     | 4.460         |
| Kruiningen       | 4.855         |
| Oostdijk         | 620           |
| Rilland          | 2.990         |
| Waarde           | 1.455         |
| Yerseke          | 7.140         |

Verder zijn er de buurtschappen Bath, Gawege, Middenhof, Roelshoek, Stationsbuurt, Vlake en Völckerdorp. In Stationsbuurt ligt het spoorwegstation Rilland-Bath; treinstations zijn er ook: station Krabbendijke en station Kruiningen-Yerseke.

## Gemeenteraad
De gemeenteraad van Reimerswaal bestaat uit 19 zetels. Hieronder staat de samenstelling van de gemeenteraad sinds 1998:
| Partij                        | 1998 | 2002 | 2006 | 2010 | 2014 | 2018 | 2022 |
| ----------------------------- | ---- | ---- | ---- | ---- | ---- | ---- | ---- |
| SGP                           | 6    | 7    | 7    | 7    | 7    | 7    | 8    |
| Leefbaar Reimerswaal          | -    | 2    | 3    | 3    | 3    | 3    | 4    |
| ChristenUnie                  | 1    | 2    | 1    | 2    | 2    | 3    | 2    |
| VVD                           | 2    | 1    | 1    | 2    | 2    | 2    | 2    |
| PvdA                          | 3    | 2    | 4    | 2    | 2    | 2    | 2    |
| CDA                           | 2    | 3    | 3    | 3    | 3    | 2    | 1    |
| Bewoners Belangen Reimerswaal | 5    | 2    | -    | -    | -    | -    | -    |
| Totaal                        | 19   | 19   | 19   | 19   | 19   | 19   | 19   |

Het college 2022-2026 bestaat uit de partijen SGP en Leefbaar Reimerswaal.

## Openbaar vervoer
De gemeente Reimerswaal heeft drie stations gelegen op de spoorlijn Roosendaal - Vlissingen:
- Rilland-Bath
- Krabbendijke
- Kruiningen-Yerseke

## Aangrenzende gemeenten
| Aangrenzende gemeenten | Aangrenzende gemeenten | Aangrenzende gemeenten | Aangrenzende gemeenten | Aangrenzende gemeenten |
| ---------------------- | ---------------------- | ---------------------- | ---------------------- | ---------------------- |
|                        |                        | Tholen                 |                        | Bergen op Zoom (NB)    |
|                        |                        |                        |                        |                        |
| Kapelle                | Woensdrecht (NB)       |                        |                        |                        |
|                        |                        |                        |                        |                        |
| Borsele                |                        | Hulst                  | Beveren (B)            | Antwerpen (B)          |

## Cultuur

### Monumenten
In de gemeente zijn er een aantal rijksmonumenten en oorlogsmonumenten, zie:
- Lijst van rijksmonumenten in Reimerswaal
- Lijst van oorlogsmonumenten in Reimerswaal

### Kunst in de openbare ruimte
In de gemeente zijn diverse beelden, sculpturen en objecten geplaatst in de openbare ruimte, zie:
- Lijst van beelden in Reimerswaal

## Natuur
Het Natura 2000-gebieden Westerschelde & Saeftinghe, Oosterschelde en Yerseke en Kapelse Moer liggen voor een deel in de gemeente Reimerswaal. Ook de voorgenomen Natura 2000-gebieden Markiezaatsmeer en Zoommeer liggen voor een deel in de gemeente.
Binnendijkse Natura 2000 (en helemaal binnen de gemeente) zijn de Yerseke Moer, de Kaarspolder (bij het begin van het Kanaal door Zuid-Beveland) als deel van Oosterschelde en Bathse Kreek (tussen Bath en Rilland) als deel van Westerschelde & Saeftinghe.